# Mehmet Esenceli
Mehmet Esenceli (* 1940 in Kahramanmaraş) ist ein ehemaliger türkischer Ringer und zweifacher Europameister im freien Stil im Fliegengewicht.

## Werdegang
Mehmet Esenceli wuchs in Kahramanmaraş auf und begann dort als Jugendlicher mit dem Ringen. Er entwickelte sich zu einem hervorragenden Freistilringer und wurde 1959 von Cheftrainer Nuri Boytorun in die türkische Nationalmannschaft aufgenommen. Dort wurde er von den Trainern und ehemaligen Weltklasseringern Yaşar Doğu und Celal Atik in die Weltspitze geführt. 1964 wurde er Balkan-Meister im Fliegengewicht und startete 1965 erstmals bei einer Weltmeisterschaft. In Manchester musste er allerdings noch erhebliches Lehrgeld bezahlen, denn er erreichte nur ein Unentschieden und musste nach zwei Niederlagen mit dem 12. Platz zufrieden sein.
Bei der nächsten internationalen Meisterschaft, der Europameisterschaft 1966 in Karlsruhe zeigte Mehmet aber schon, was in ihm steckt, denn er wurde dort mit drei Siegen und einem Unentschieden gegen Paul Neff aus Schifferstadt Europameister. Bei der Weltmeisterschaft des gleichen Jahres in Toledo (Ohio) traf er in vier Kämpfen nur auf außereuropäische Gegner, siegte dreimal, musste aber nach einer Niederlage gegen den Südkoreaner Chang Chang-Sun in der vierten Runde ausscheiden und kam auf den vierten Platz.
1967 verteidigte Esenceli in Istanbul den 1966 gewonnenen Europameistertitel, obwohl er gegen Paul Neff nach Punkten verlor. Bei der Weltmeisterschaft in New Delhi enttäuschte er jedoch und schied schon nach der 2. Runde aus. Gegen Paul Neff verlor er dabei erneut nach Punkten. Es blieb für ihn der 10. Platz.
In den Jahren 1968 und 1969 belegte Esenceli bei den Europameisterschaften in Skoplje und Sofia noch einmal dritte Plätze, wobei er in Skoplje seine dritte Niederlage gegen Paul Neff einstecken musste.
Bei den Olympischen Spielen 1968 in Mexiko-Stadt gab es für Esenceli, der scheinbar nur bei Europameisterschaften gut zurechtkam, die nächste große Enttäuschung. Nach einer Niederlage in der ersten Runde gegen den Mongolen Süchbaataryn Sürendschaw rang er gegen Paul Neff unentschieden, schied aus und kam nur auf den 15. Platz.
Interessanterweise kam Mehmet Esenceli mit Paul Neff nicht zurecht. Er traf bei fünf internationalen Meisterschaften auf ihn, verlor dabei dreimal und schaffte nur zweimal ein Unentschieden. Dies war auch der Hauptgrund, warum Esenceli bei Weltmeisterschaften bzw. Olympischen Spielen nie eine Medaille gewann.
Nach dem Ende seiner internationalen Ringerlaufbahn wurde Mehmet Esenceli ein sehr erfolgreicher Ringertrainer in İskenderun.

## Internationale Erfolge
(OS = Olympische Spiele, WM = Weltmeisterschaft, EM = Europameisterschaft, F = freier Stil, Fl = Fliegengewicht, damals bis 52 kg Körpergewicht)
- 1964, 1. Platz, Balkan-Meisterschaft in Constanța, F, Fl;
- 1965, 12. Platz, WM in Manchester, F, Fl, mit einem Unentschieden gegen Gheorghe Tapalaga, Rumänien und Niederlagen gegen Richard Sanders, USA und Baju Baew, Bulgarien;
- 1966, 1. Platz, EM in Karlsruhe, F, Fl, mit Siegen über Jusuf Josufow, Bulgarien, László Ölveti, Ungarn und Leslaw Kropp, Polen und einem Unentschieden gegen Paul Neff, BRD;
- 1966, 4. Platz, WM in Toledo (Ohio), F, Fl, mit Siegen über Yasuo Katsumura, Japan und John Krause, Südafrika, einem Unentschieden gegen Chasen Jafari, Iran und einer Niederlage gegen Chang Chang-Sun, Südkorea;
- 1967, 1. Platz, EM in Istanbul, F, Fl, mit Siegen über Leonid Barschukow, UdSSR, Gheorghe Tapalaga, Baju Baew und Márton Erdős, Ungarn und trotz einer Niederlage gegen Paul Neff;
- 1967, 10. Platz, WM in New Delhi, F, Fl, nach Niederlagen gegen Gheorghe Tapalaga und Paul Neff;
- 1968, 3. Platz, EM in Skoplje, F, Fl, mit Siegen über Márton Erdős, Josef Hutter, Schweiz, Jürgen Kalkowski, DDR und Baju Baew und einer Niederlage gegen Paul Neff;
- 1968, 15. Platz, OS in Mexiko-Stadt, F, Fl, nach einer Niederlage gegen Süchbaataryn Sürendschaw, Mongolei und einem Unentschieden gegen Paul Neff;
- 1969, 3. Platz, EM in Sofia, F, Ba, mit Siegen über Zbigniew Żedzicki, Polen, Athanassios Zafiropoulos, Griechenland und Zivko Jankovski, Jugoslawien, einem Unentschieden gegen Horst Mayer, DDR und einer Niederlage gegen Jancho Patrikow, Bulgarien.